# Mike Shariati
Mike Shariati (* 1973 oder 1974 in Schiras, Iran) ist ein professioneller US-amerikanischer Pokerspieler. Er gewann im September 2015 das Main Event der World Poker Tour, bei der er 2015/16 als Spieler des Jahres ausgezeichnet wurde.

## Persönliches
Shariati wuchs mit vier Geschwistern in seiner Geburtsstadt Schiras im Iran auf. In seiner Kindheit und Jugend trieb er Ballsport und machte Kung Fu sowie Taekwondo. Shariati zog nach seiner Schulausbildung in die Vereinigten Staaten und studierte Chemie und Biologie an der University of South Florida in Tampa. Im Master wechselte er den Fokus auf Gentechnik und schloss das Studium erfolgreich ab. Anschließend zog er nach Los Angeles und arbeitete anfangs in einem Pharmaunternehmen, bevor er sich selbstständig machte, um sich die Zeit für seine Pokerkarriere besser einteilen zu können.

## Pokerkarriere
Shariati nimmt seit 2011 an renommierten Live-Turnieren teil.
Seine ersten Live-Geldplatzierungen erzielte Shariati bis Anfang des Jahres 2015 ausschließlich bei kleineren Turnieren in Gardena und Los Angeles. Ende März 2015 setzte er sich bei den Mega Millions in Los Angeles gegen 4553 andere Spieler durch und erhielt wegen eines Deals eine Siegprämie von 275.000 US-Dollar. An gleicher Stelle gewann Shariati Anfang September 2015 das Main Event der World Poker Tour (WPT) und sicherte sich den Hauptpreis von über 675.000 US-Dollar, der dem bisher höchsten Preisgeld seiner Karriere entspricht. Im März 2016 gelangte der Amerikaner beim WPT-Main-Event in Los Angeles erneut ins finale Heads-Up, musste sich dort jedoch Dietrich Fast geschlagen geben und erhielt für seinen zweiten Rang mehr als 650.000 US-Dollar. Beim Main Event der WPT in Hollywood, Florida, kam er zu einem weiteren Cash in der WPT-Saison 2015/16, an deren Ende er als Spieler des Jahres der Turnierserie ausgezeichnet wurde. Im Juli 2016 war Shariati erstmals bei der World Series of Poker im Rio All-Suite Hotel and Casino am Las Vegas Strip erfolgreich und kam bei zwei Turnieren der Variante No Limit Hold’em in die Geldränge, u. a. belegte er den 463. Platz im Main Event. Seitdem blieben größere Turniererfolge aus.
Insgesamt hat sich Shariati mit Poker bei Live-Turnieren knapp 2 Millionen US-Dollar erspielt.